# Мота (Эфиопия)
Мота — город в зоне Восточный Годжам региона Амхара, Эфиопия. Население на 2007 год — 26 177 человек.

## История
Во время восточноафриканской кампании подразделениям Gideon Force удалось обманом заставить итальянский гарнизон сдаться 24 апреля 1941 года.
В октябре 2009 года было объявлено о начале строительства 47-километровой дороги, соединяющей Моту и Дигуа-Цион, с бюджетом более 147 миллионов быров, завершение которой ожидалось к сентябрю 2010 года.

## Демография
По данным Центрального статистического агентства за 2007 год, общая численность населения города составляла 26 177 человек. По данным переписи 1994 года, в городе проживало 18 160 человек.